# Moi-même-Moitié
Moi-même-Moitié (também conhecida somente como "Moitié", como Moi-même ou como MmmM) é uma grife basicamente Gothic Lolita, criada pelo músico Mana (cofundador e guitarrista da extinta banda Malice Mizer, atualmente em seu projeto solo Moi dix Mois). Fundada em 1999, a grife apresenta estilos idealizados por Mana com base em estilos preexistentes nas ruas japonesas, porém introduziu dois novos conceitos: o Elegant Gothic Lolita e Elegant Gothic Aristocrat. Suas roupas apareceram frequentemente na revista japonesa "Gothic & Lolita Bible".
Atualmente possui diversos pontos de venda no Japão, como boutiques especializadas na moda Lolita, como no Atelier Pierrot e em lojas da KERA, e também na Europa, como Harajuku em Paris/França e Mfashion/Países Baixos, além de compras internacionais pelo seu site oficial.

## Design
Suas roupas possuem ótimo caimento e são muito bem trabalhadas, além serem usados tecidos caros como o veludo, a seda e o brocado, ao invés de algodão que dominam a maioria das outras marcas.
Também pode ser observado nas roupas da Moi-même-Moitié laços personalizados, que são decorado com rosas, cruzes ou a inicial “M” de Mana, bem como botões e forros com o logo da marca. Cruzes, rosas com espinhos e arquitetura histórica são temas populares para as estampas. Originalmente, a Moi-même-Moitié era conhecida pela sua elegância ao invés de suas estampas, normalmente lançadas em um ou dois tipos por coleção. Entretanto, as estampas tornaram-se cada vez mais populares na moda Lolita e Gothic Lolita, na Moi-même-Moitié, virou a principal atração. A estampa Iron Gate (portão de ferro), que foi lançada na primavera de 2006 e retrata um portão decorado de um cemitério com a frase “Elegant Gothic Lolita Aristocrat Vampire Romance”, tornou-se particularmente procurada e hoje é vendida pelo dobro do seu preço inicial.

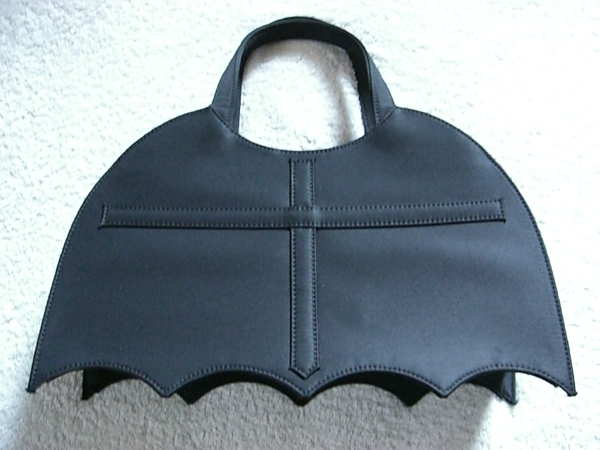
Bat Bag

A grife também produz camisas, casacos, vestidos, saias, bolsas de mão, headwears (tipo de tiara usada na moda Lolita) e até roupas de baixo (como bloomers, e anáguas, usadas para dar volume à saias e vestidos). Às vezes até a produção de sapatos em edição limitada estão disponíveis.

## História
A primeira loja da Moi-même-Moitié abriu as portas em outubro de 1999 no popular distrito de compras Aoyama, em Tóquio. Esta apresentava o interior decorado distintamente de alvenaria cinza rústica, detalhes em ferro forjado e assentos azuis que se tornaram modelos para todas as futuras lojas da Moi-même-Moitié. Devido à fama do Malice Mizer, o evento atraiu grande atenção da mídia, com muitas notícias nos jornais japoneses e na TV. Embora as raízes do estilo Lolita remetam aos anos 70, este vinha sendo um estilo underground até então. O endosso de Mana ao estilo ajudou a levá-lo para o centro das atenções não só no Japão, mas também no exterior, onde a crescente popularidade de anime e mangá e a rápida expansão da internet, que, pela primeira vez, possibilitou pessoas de todos os lugares do mundo a explorarem seus interesses proativamente ao invés de consumir passivamente aquilo que havia sido pré-selecionado pela mídia, acendeu um grande interesse pela cultura pop japonesa. Atrás disso, o estilo Lolita desenvolveu um estilo internacional com uma comunidade online de milhares de pessoas, encontros e eventos pelo mundo.
No começo, metade dos produtos, especialmente as roupas EGA e os acessórios, foram desenhados pelo próprio Mana. Sua co-designer era Alice Kobayashi, que depois lançou sua própria marca Lolita, Fairy Wish. Ele pretendia continuar a desenhar, mas o fato de que não teve nenhum treinamento em fazer vestidos e nos padrões de corte algumas vezes dificultava a realização de seus modelos, eventualmente fazendo-o voltar atrás em seus projetos. Contudo, ele continuou envolvido no processo de produção. Hoje em dia, ele explica aos designers o que quer fazer e checa as amostras antes de irem para a produção. Também mencionou em uma entrevista em 2005 que, quando tem uma ideia espontânea de um item ou uma roupa, ele faz um esboço imediatamente.
Em 2016, Mana publicou em seu Twitter que Moi dix Mois e a Moi-même-Moitié saíram no livro sobre moda e cultura gótica "The Art of Gothic", da escritora britânica Natasha Scharf.
Em 2018 a marca apresentou uma colaboração com Kamijo e Hatsune Miku, apresentando um festival e o lançamento de um single de Kamijo, "Sang -Another Story-".

## Mídia
Em entrevista, Mana contou que propôs para os diretores da KERA a criação da popular revista japonesa de moda Gothic&Lolita Bible, que teve sua primeira edição publicada em 2001 pela Index Communications e, junto com a compositora japonesa Kana, promoveram as publicações e a moda Lolita no Japão. De início, a intenção era que a spin-off da KERA fosse publicada apenas em quatro edições no ano em que foi lançada. Porém, devido a popularidade alcançada pelo impulso da expansão da moda Lolita e a ajuda de Mana fez com que a revista se tornasse regular, sendo publicada até hoje.
A Moi-même-Moitié foi uma das únicas grifes que apareceu em todas mais de 50 edições da Gothic&Lolita Bible.
Além disso, contribuição de Mana para a moda também é reconhecida internacionalmente. Em 2007, a antropóloga britânica Philomena Keet o escolheu como um dos sete designers para serem entrevistados para o seu livro Tokyo Look Book. Ele também participou de outros livros sobre a moda e cultura pop japonesa como Style Deficit Syndrome.